# Carum meifolium
Carum meifolium är en växtart i släktet Carum (kumminsläktet) och familjen flockblommiga växter.
Arten är perenn och förekommer i norra och östra Turkiet samt i Kaukasus. Den beskrevs av Pierre Edmond Boissier.